# 森ノ宮電車区
森ノ宮電車区（もりのみやでんしゃく）とは、大阪府大阪市城東区森之宮にある西日本旅客鉄道（JR西日本）の乗務員が所属する組織である。

## 概要

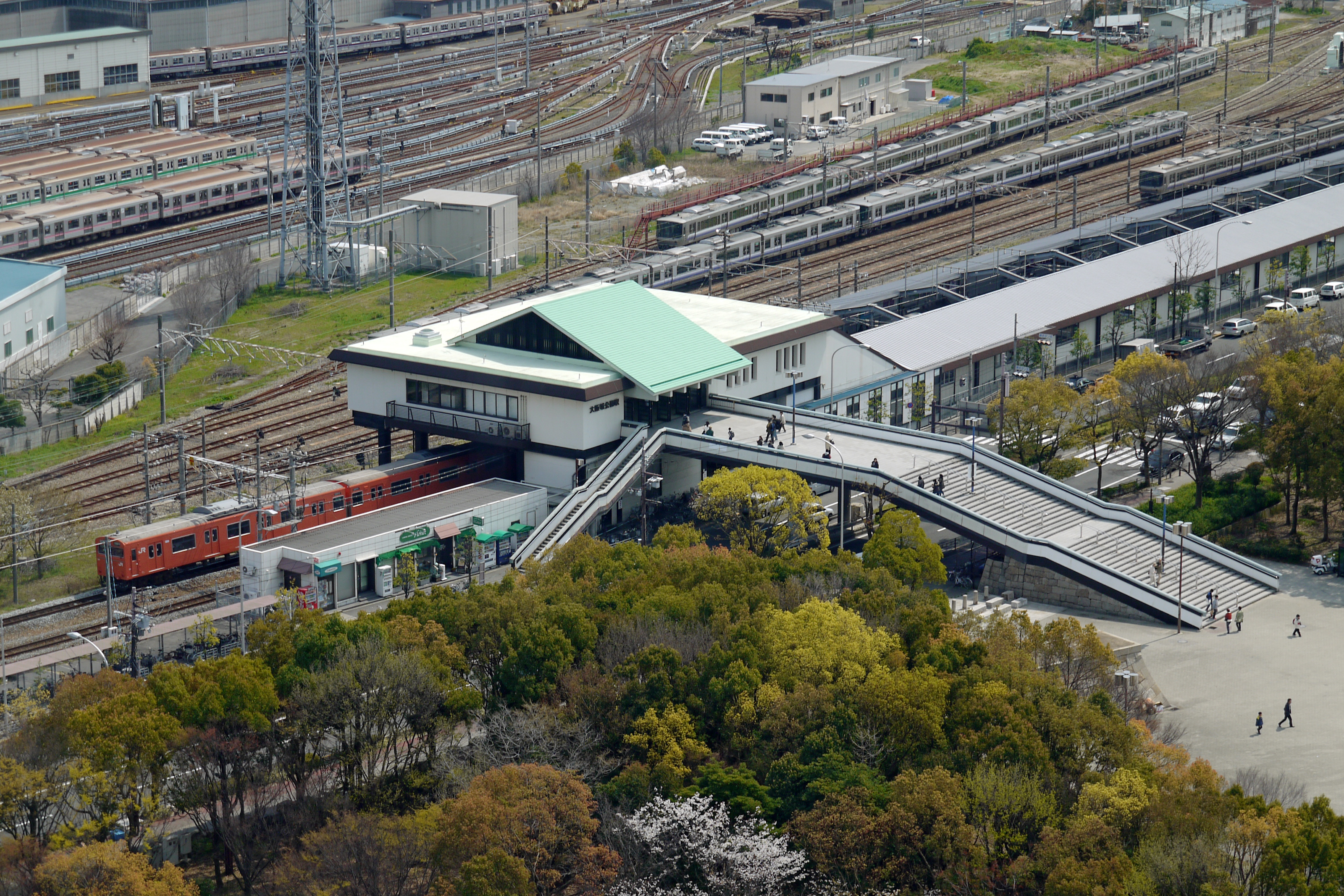
森ノ宮電車区は大阪メトロ森之宮検車場と、大阪城公園駅に隣接している。

2012年5月31日まで、主に大阪環状線・桜島線で運用される車両が配置されており、運転士も所属していたが、2012年6月1日に検修体制の見直しにより、検修部門が吹田総合車両所の森ノ宮支所として分離され、運転士のみが所属する乗務員区所へと変更された。大阪府東大阪市川俣にある放出派出所（旧淀川電車区）は、同日の組織改正で網干総合車両所明石支所の派出所に変更された。
本区の車両基地は大阪環状線森ノ宮駅 - 大阪城公園駅間に位置しており、大阪メトロの森之宮検車場が隣接している。1960年に淀川電車区森ノ宮派出所として開設し、翌年淀川電車区から分離して森ノ宮電車区となった。

### 過去に存在した組織

#### 放出派出所
大阪府東大阪市川俣にある車両基地で、片町線（学研都市線）放出駅の南東、おおさか東線放出駅 - 高井田中央駅間に位置していた。
構造は南側が留置線、北側に検修庫があり、北側の検修庫にはおおさか東線側から直接入線できず、留置線からおおさか東線に沿った側線に引き上げなければ入庫できない。この側線は第二寝屋川の上にかかっており、おおさか東線の第二寝屋川鉄橋の北側（上流側）に放出側が行き止まりとなった複線トラス橋となっている。このトラス橋は、ひときわ巨大であり、学研都市線の車窓からも確認できる。
車両は配置されておらず、網干総合車両所所属の207系・321系の仕業検査および、夜間留置などに使用されていた。

#### そのほか
- 大阪西派出所
- 寺田町派出所

## 配置車両の車体に記される略号
所属組織の略号と、森ノ宮の電報略号である「モリ」から構成されている。
国鉄時代は大モリ（「大」は大阪鉄道管理局の意味）で、JR発足後は近モリ（「近」は近畿圏運行本部の意味）であった。その後の組織改正により「本モリ」（「本」は本社直轄の意味）となり、1993年6月に大阪支社が発足して「大モリ」（「大」は大阪支社の意味）を経て、2010年12月1日の組織改正により近モリ（「近」は近畿統括本部を意味）となった。

## 配置車両
2018年3月1日現在の配置車両は以下の通り。主に大阪環状線・桜島線（JRゆめ咲線）で運用される車両が本区に配置されていた。
| 電車  | 気動車 | 機関車 | 客車 | 貨車 | 合計  |
| ----- | ------ | ------ | ---- | ---- | ----- |
| 185両 | 0両    | 0両    | 0両  | 0両  | 185両 |

- 103系電車
  - 2001年3月から6両編成4本にUSJ のラッピングが施されていたが、2012年3月17日のダイヤ改正によって使命を終えた。もと「アメージング・アドベンチャー・オブ・スパイダーマン・ザ・ライド号」（スパイダーマン号）のモハユニット2組は「セサミストリート 4−D ムービーマジック号」と「ウッディー・ウッドペッカー号」に1組ずつ組み込まれて8両編成となり、ラッピングも解除された。スパイダーマン号の先頭車両2両と「パワーオブハリウッド号」はラッピング解除のうえ日根野電車区に転出した。

2016年から運用を開始した323系電車に置き換えられ、最後に残ったLA4編成も2017年10月3日に運用を終了した。
- 201系電車（128両）
  - 網干総合車両所から転入した8両編成（LB編成）13本が配置されている。2005年12月15日より運用開始した。
  - 転入後一部の編成はスカイブルー塗装のまま運用されていたが、のちにオレンジ塗装に変更された。
  - 当初は4両編成を2本組み合わせた8両編成も存在したが、2006年から2007年にほかの8両貫通編成が転入したのに伴い、奈良電車区に転出した。
  - 2016年から運用を開始した323系電車に置き換えられ、USJのラッピングが施された車両(LB6、LB15編成)は2019年5月31日、残ったLB9編成も同年6月7日で運用を終了した。
  - 一部のLB編成は車両は奈良電車区に転属し、103系電車を置き換えた。

- 323系電車
  - 老朽化した大阪環状線103系電車,及び201系電車の置き換え用に2016年から運用を開始した車両。

103系電車を2016年,残った201系電車も2019年で全ての車両を置き換えた。
- クモヤ145形電車（1両）
  - 1両が配置されている。事業用車（牽引車）。

## 歴史
- 1958年（昭和33年）：大阪造兵補給廠跡地に着工。
- 1960年（昭和35年）：淀川電車区森ノ宮派出所として開設。
- 1961年（昭和36年）4月1日：淀川電車区から分離して、森ノ宮電車区となる。
- 1987年（昭和62年）4月1日：国鉄分割民営化で西日本旅客鉄道の施設になる。
- 2001年（平成13年）3月3日：天王寺派出所が森ノ宮電車区から日根野電車区の所属になる[4]。
- 2010年（平成22年）12月1日：組織改正により、検修部門が近畿統括本部に、乗務員部門は同本部大阪支社の管轄に変更[2]。
- 2012年（平成24年）6月1日：組織改正により検修部門が分離され、本区の検修部門は吹田総合車両所森ノ宮支所に、放出派出所は網干総合車両所明石支所放出派出所になり、森ノ宮電車区が乗務員のみが所属する組織になる[1]。
- 2023年（令和5年）3月18日：ダイヤ改正でおおさか東線の運転士が奈良電車区から変更され、乗務を担当する。

## 乗務範囲
- 大阪環状線：全線
- 桜島線（JRゆめ咲線）：全線
- 関西本線（大和路線）：加茂駅 - JR難波駅間
- おおさか東線：大阪駅 - 久宝寺駅間